# Скрытоглав серцевидный
Скрытоглав серцевидный (лат. Cryptocephalus cordiger) — вид листоедов (Chrysomelidae) из подсемейства скрытоглавов (Cryptocephalinae). Распространён в палеарктическом регионе от восточной Франции до восточной Сибири.